# Softwareunternehmen
Als Softwareunternehmen (auch Softwarehersteller, Softwareproduzent, Softwareanbieter, Softwarehaus oder Softwareprovider) bezeichnet man Unternehmen der Softwarebranche bzw. Softwareindustrie, die sich mit der Programmierung und Vermarktung von Software wie z. B. Betriebssystemen, Computerprogrammen und Anwendungsprogrammen beschäftigen.

## Markt
Spezielle Spielesoftwareunternehmen haben sich auf den Markt der Computer- und Konsolenspiele spezialisiert, andere Softwarehersteller programmieren Individualsoftware, branchenspezifische Software oder versorgen den weltweiten Markt mit Standardsoftware für Personal Computer. Auch für den Markt der Enterprise Application Integration (Unternehmensanwendungsintegration) hat sich eine spezielle Gruppe von Softwareprovidern entwickelt.
Application Service Provider offerieren Dienstleistungen rund um bestimmte Softwareanwendungen wie z. B. CAD- oder ERP-Systeme. Diese Unternehmen arbeiten damit in einem Übergangsbereich zwischen Software- und Dienstleistungsunternehmen.
Publisher bzw. Softwareverlage fungieren als Softwareanbieter und übernehmen als solche oftmals die mit der Veröffentlichung und Vermarktung verbundenen, speziellen Aufgaben rund um Marketing und Vertrieb von Softwareprodukten.
Für den Bereich des Internets existieren ebenfalls eine Vielzahl spezieller Softwareanbieter, aber auch Internetprovider für den Zugang und Betrieb (beispielsweise Webhosting und E-Mail) von Internetangeboten.
In einem weiteren Sinn lassen sich Softwareunternehmen in "reine" Softwareunternehmen, IT-Dienstleister, Systemintegratoren, Systemhäuser und Beratungsunternehmen unterteilen.

### Markt der Standard-Software-Unternehmen in Deutschland
2011 bestimmten die folgenden Anbieter maßgeblich den deutschen Markt für Standardsoftware:
| Rang | Unternehmen                                | Umsatz in Deutschland in Mio. Euro | Mitarbeiterzahl in Deutschland |
| ---- | ------------------------------------------ | ---------------------------------- | ------------------------------ |
| 1    | Microsoft Deutschland GmbH *)              | 2.800,0                            | 2.700                          |
| 2    | SAP SE                                     | 2.347,0                            | 16.172                         |
| 3    | Oracle Deutschland B.V. & Co. KG *)        | 1.060,0                            | 2.500                          |
| 4    | Datev eG                                   | 880,8                              | 6.839                          |
| 5    | CompuGroup Medical AG                      | 195,9                              | 1.576                          |
| 6    | Adobe Systems GmbH *)                      | 190,0                              | 250                            |
| 7    | Software AG                                | 154,0                              | 1.881                          |
| 8    | Novell GmbH *) 1)                          | 140,0                              | 400                            |
| 9    | Infor Global Solutions Deutschland GmbH *) | 135,0                              | 890                            |
| 10   | SAS Deutschland GmbH *)                    | 128,0                              | 500                            |

- *) Umsatz- und/oder Mitarbeiterzahlen teilweise geschätzt
- 1) Einschließlich Österreich und Schweiz sowie Suse Linux GmbH und NetIQ

Die Aufnahme in dieses Ranking unterliegt genau definierten Kriterien. Mehr als 60 Prozent des Umsatzes müssen mit Standard-Software-Produktion, -Vertrieb und -Wartung erwirtschaftet werden. So ist sichergestellt, dass nur Unternehmen gelistet sind, deren Kerngeschäft im betrachteten Markt angesiedelt ist.

## Mitarbeiter
Softwareunternehmen beschäftigen zu dem Zweck der Erstellung und Wartung von Software Informatiker aus verschiedensten Bereichen der Softwaretechnik. Diese sind beispielsweise Softwareentwickler, Softwarearchitekten oder Softwaretester.
Für die Vermarktung der hergestellten Software werden Mitarbeiter aus den Bereichen Marketing, Vertrieb und Rechnungswesen beschäftigt.

## Software-Anbieter
Eine Vielzahl von Softwareunternehmen findet sich bis heute im amerikanischen Silicon Valley. Zu den größten Softwareherstellern weltweit gehören Unternehmen wie Microsoft, IBM, SAP oder Oracle. Als Independent Software Vendor bezeichnet man Softwarehersteller, die ihre Produkte unabhängig von dominierenden Branchenriesen entwickeln und vermarkten.
Die zehn weltweit größten Software-Anbieter laut Software Top 100:
| Rang | Firma               | Firmensitz  | Umsatz 2008 aus Software-Aktivitäten (Mio. $) | Gesamtumsatz (Mio. $) | Mitarbeiter |
| ---- | ------------------- | ----------- | --------------------------------------------- | --------------------- | ----------- |
| 1    | Microsoft           | USA         | 49.453                                        | 61.900                | 90.412      |
| 2    | IBM                 | USA         | 22.089                                        | 103.630               | 426.751     |
| 3    | Oracle              | USA         | 17.560                                        | 22.102                | 108.429     |
| 4    | SAP                 | Deutschland | 11.604                                        | 16.111                | 53.513      |
| 5    | Nintendo            | Japan       | 7.245                                         | 19.886                | 5.095       |
| 6    | Hewlett-Packard     | USA         | 6.243                                         | 117.837               | 324.600     |
| 7    | Symantec            | USA         | 5.692                                         | 6.152                 | 20.000      |
| 8    | Activision Blizzard | USA         | 4.622                                         | 5.032                 | 7.000       |
| 9    | Electronic Arts     | USA         | 4.268                                         | 4.268                 | 9.000       |
| 10   | CA                  | USA         | 3.936                                         | 4.305                 | 13.800      |

Die 11 größten europäischen Software-Anbieter laut dem Truffle-Report 2010.:
| Rang | Firma               | Firmensitz | Umsatz 2009 aus Software-Aktivitäten (Mio. €) | Gesamtumsatz (Mio. €) | Mitarbeiter in der Entwicklung |
| ---- | ------------------- | ---------- | --------------------------------------------- | --------------------- | ------------------------------ |
| 1    | SAP                 | DE         | 10.672                                        | 10.672                | 14.813                         |
| 2    | Sage Group          | UK         | 1.614                                         | 1.614                 | 2.248                          |
| 3    | Dassault Systèmes   | FR         | 1.251                                         | 1.251                 | 3.500                          |
| 4    | Software AG         | DE         | 847                                           | 847                   | 854                            |
| 5    | Autonomy            | UK         | 820                                           | 820                   | 670                            |
| 6    | Misys               | UK         | 523                                           | 1.126                 | 490                            |
| 7    | SWIFT               | BE         | 471                                           | 480                   | 646                            |
| 8    | Asseco              | PL         | 455                                           | 702                   | 5.355                          |
| 9    | Micro Focus         | UK         | 453                                           | 453                   | 255                            |
| 10   | Visma               | NO         | 386                                           | 386                   | 565                            |
| 11   | UNIT4               | NL         | 379                                           | 379                   | 846                            |
| 12   | Exact               | NL         | 323                                           | 323                   | 472                            |
| 13   | Sopra Group / Axway | FR         | 320                                           | 1.094                 | 1.000                          |
| 14   | DATEV               | DE         | 301                                           | 672                   | 1.250                          |
| 15   | CompuGroup Holding  | DE         | 293                                           | 293                   | 1.086                          |
| 16   | Fidessa             | UK         | 267                                           | 267                   | 300                            |
| 17   | Temenos Group       | CH         | 266                                           | 266                   | 588                            |
| 18   | Murex               | FR         | 265                                           | 265                   | 200                            |
| 19   | Kofax               | UK         | 255                                           | 255                   | 445                            |
| 20   | Cegid               | FR         | 219                                           | 248                   | 500                            |